# Пекарський Петро Петрович
Петро Петрович Пекарський (рос. Пётр Петро́вич Пека́рский; 19 (31) травня 1827 — 12 (24) липня 1872) — дослідник російської літератури та історії, бібліограф, академік Петербурзької академії наук (1864). Дійсний статський радник (1871).

## Біографія
Син Петра Миколайовича Пекарського (1764—1853) — колезького радника, предводителя дворянства Оренбурзької губернії. Вищу освіту здобув на юридичному факультеті Казанського університету, закінчивши його в 1847 році зі ступенем кандидата. У 1848 році служив помічником столоначальника Оренбурзького губернського правління, потім був переведений в Самарську удільну контору. Із листопада 1851 року по лютий 1862 служив у канцелярії Міністерства фінансів. У березні 1862 року перейшов до Державного архіву на посаду старшого архіваріуса, а потім із 1864 року — начальник відділення.
У 1863 році Пекарський був обраний ад'юнктом у відділ російської мови й словесності Імператорської академії наук, у 1864 — екстраординарним академіком, а в 1868 — ординарним. 25 квітня (7 травня) 1872 року рада Казанського університету присвоїла йому ступінь доктора російської історії honoris causa.
Перші його літературні праці: «Русские мемуары XVIII в.» («Современник», 1855, № 4, 5 та 8), «Мистерии и старинный театр в России» («Современник», 1857), «Представители киевской учености в XVII в.» («Отеч. записки» 1862, № 2), «Кондратович» («Современник», 1858, № 6), «Материалы для истории русской литературы» («Библиографич. зап.», 1858).
На підставі матеріалів державного архіву Пекарським складена книга «Маркіз де ла Шетарди» (1862), розкрила цікаві подробиці про останні роки царювання Анни Іоанівни, про правління Анни Леопольдівни і про воцаріння Єлизавети Петрівни . За матеріалами того ж архіву складені значні «Доповнення до історії масонства в Росії» (СПб. 1868 отт. з "Збірника отд. рус. яз. Акад. наук ", т. VII).
Отримавши доступ до академічного архіву, Пекарський написав ряд цікавих статей з історії російської літератури XVIII ст.: Материалы для истории журн. и литературной деятельности Екатерины II (укр. «Матеріали для історії журн. і літературної діяльності Катерини II») («Записки Акад. наук», т. III, 1863), «Редактор, сотрудники и цензура в русском журнале 1755—64 гг.» (укр. «Редактор, співробітники і цензура в російському журналі 1755-64 рр.») («Зап. Акад. наук», XII, 1868), «Жизнь и литературная переписка П. Рыжова» (укр. «Життя і літературна листування П. Рижова») («Сборник отд. рус. яз.», II). Історичні папери, зібрані К. І. Арсеньєвим, приведені в порядок Пекарським, з біографією Арсеньєва («Сборник отд. рус. яз..». т. IX); ним же видані «Нові звістки про Татіщєве» («Зап. Акад. наук», т. IV, 1868) і «Бумаги имп. Екатерины II» (укр. «Папери імп. Катерини II») («Сборник Императорского Исторического общества», т. VII).
Найголовніші праці Пекарського — «Наука і література при Петрові Великому» (укр. «Наука и литература при Петре Великом») (1862) та «Історія Академії наук» (укр. «История Академии наук») (т. I і II, 1870—1873). У першій праці докладно описані перші кроки Росії у справі видання і перекладу учених творів, відкриття училищ, бібліотек, відправлення учених експедицій тощо. Цілий том присвячений бібліографічному опису книг, виданих при Петру І. Книга Пекарського, за відгуком Нікітенко, вміщує «цілу бібліотеку відомостей про зачатки нашого розумового руху, що виник з реформ Петра Великого». В іншій праці Пекарський встиг розглянути тільки перший період історії академії (до 1767 р.); крім загального огляду управління і діяльності академії, він наводить біографії її членів. Значна частина 2-го тому присвячена біографіям Ломоносова і Тредіаковського.
Недолік цієї та інших праць Пекарського — відсутність внутрішнього висвітлення висловлюваних фактів. Так, наприклад, ним викладаються на підставі документів зовнішні факти життя Ломоносова майже день за днем, але дуже мало дається роз'яснень характеру і вчинків Ломоносова. Праці Пекарського носять характер скоріше збірників дорогоцінних матеріалів, ніж досліджень.
П. П. Пекарський похований у Санкт-Петербурзі на Новодівочому цвинтарі.

## Праці
- История Императорской академии наук в Петербурге. Т. 1 [Архівовано 15 лютого 2017 у Wayback Machine.].
- История Императорской академии наук в Петербурге. Т. 2.
- Пекарский, П. П. Дополнения к истории масонства в России XVIII столетия. — М. : Телема, 2010. — 224 с. — Репринтное издание 1869 г.
- Разбор исследования г. Лонгинова: «Новиков и московские мартинисты» / сост. акад. П. П. Пекарским. — СПб.: тип. Имп. Акад. наук, 1869.
- Наука и литература в России при Петре Великом. — В 2-х тт. — СПб., 1862. Том I. Том II.

## Нагороди
- Демидівська премія (1861)